# Мауно Ройга
Мауно Ройга (фін. Mauno Roiha, 6 вересня 1911 — 7 березня 1981) — фінський вершник.
Учасник Олімпійських Ігор 1948, 1952 років.